# Marienfließ
Marienfließ è un comune di 650 abitanti del Brandeburgo, in Germania.
Appartiene al circondario del Prignitz ed è parte dell'Amt Meyenburg.

## Geografia antropica

### Suddivisioni amministrative
Il territorio comunale comprende 4 centri abitati (Ortsteil):
- Frehne
- Jännersdorf, con le località:
  - Kuwalk
  - Neu Redlin
- Krempendorf
- Stepenitz